# Triestearina
La triestearina o estearina es el triglicérido (o triacilglicérido) del ácido esteárico, derivado de la grasa animal creada como producto derivado del procesamiento de la carne. Como todos los lípidos, es insoluble en agua, pero soluble en etanol, benceno, cloroformo, diclorometano y éter. La mayoría de los triglicéridos se derivan de al menos dos y, más comúnmente, tres ácidos grasos diferentes. Al igual que otros triglicéridos, la triestearina puede cristalizarse en tres polimorfos. Para la estearina, estos se funden a 54 (forma α), 65 y 72,5 °C (forma β).
Tenga en cuenta que la estearina también se usa para referirse al componente sólido de un aceite o grasa que se puede separar en componentes que se derriten a temperaturas más altas (la estearina) y más bajas (la oleína). Este es el uso que se entiende en un ejemplo como la estearina de palma, que no es triestearina, sino un triglicérido saturado.
La triestearina es incolora, inodora e insípida y está presente en muchas grasas vegetales y animales. Es el componente principal de la grasa de res (coloreada de amarillo por el caroteno de la hierba), la grasa contenida en los bultos de los camellos y la manteca de cacao. Bajo la acción de la sosa cáustica, la tristearina da estearato de sodio, la sal de sodio del ácido esteárico. Se utiliza en la producción de jabón, velas y en la industria textil. 
Es utilizado como agente endurecedor en la manufactura de velas y jabón. En la producción de jabón, es mezclado con una solución de hidróxido de sodio en agua. La siguiente reacción da como resultado glicerina y jabón (estearato de sodio):
C3H5(C18H35O2)3 + 3 NaOH → C3H5(OH)3 + 3 C17H35COONa